# Anne Bozellec
 (juin 2024).
Anne Bozellec (née en 1943) est une auteure et illustratrice française en littérature jeunesse.

## Biographie
Anne Bozellec est autodidacte en illustration. Elle a vécu 10 ans en Amérique du Sud, notamment en Colombie et à Panama,. 
Son travail s'appuie sur un trait à l'encre de Chine et des peintures pâles, en beige ou gris, avec cependant un style varié qui change selon les albums. 
Avec Christian Bruel, elle a fondé la maison d’éditions « Le sourire qui mord ». Elle a par ailleurs beaucoup collaboré avec lui, illustrant de nombreuses fois ses albums. 
En 1987, elle a obtenu le Prix Sorcières, catégorie tout-petits, pour Liberté Nounours.

## Ouvrages
Elle a participé à de nombreuses œuvres, dont :

### Illustratrice
- Christian Bruel et Anne Galland, Histoire de Julie qui avait une ombre de garçon, illustré par Anne Bozellec, Paris, Le sourire qui mord, 1976 ; rééd. Être, 2009 ; rééd. Thierry Magnier, 2014
- Christian Bruel, Qui pleure ? , ill. Anne Bozellec, 1977
- Christian Bruel, Lison et l’eau dormante, avec Annie Galland et Anne Bozellec, Le Sourire qui mord, 1978.
- Christian Bruel, La manginoire, avec Anne Bozellec, le Sourire qui mord, 1979
- Christian Bruel, Le cheval dans l'arbre, avec Anne Bozellec, le Sourire qui mord, 1980
- Christian Bruel, Hôtel de l’ogre, illustré par Anne Bozellec, Paris, le Sourire qui mord, 1982.
- Christian Bruel, On serait des grenouilles, avec Anne Bozellec, Le Sourire qui mord, 1983
- Christian Bruel, Venise n’est pas trop loin, images de Anne Bozellec, ill. par Anne Galland, Gallimard/Le Sourire qui mord, 1986 ; rééd. Être, 2007
- Christian Bruel, Jérémie du bord de mer, illustré par Anne Bozellec, le Sourire qui mord, 1984 ; rééd. Être, 2007
- Christian Bruel et Anne Galland, Mon grand album de bébé, illustré par Anne Bozellec et Nicole Claveloux, Paris, le Sourire qui mord, 1989.
- Christian Bruel, Le jour de la lessive, illustré par Anne Bozellec, Paris, le Sourire qui mord, 1989.
  - réédité sous le titre Un jour de lessive, éditions Être, 2008 ; rééd. éditions Thierry Magnier, 2013
- Magdeleine Lerasle, Michèle Garabédian, Françoise Pétreault-Vailleau, Je lis et j'écris 2 (cahier 4-5 ans), illustré par Anne Bozellec et Madeleine Brunelet, Didier Jeunesse, 1996
- Christian Bruel, Les Chatouilles, illustré par Anne Bozellec, éditions Être, 1997.
- Christian Bruel, Ce que mangent les maîtresses, illustré par Anne Bozellec, Paris, éditions Être, 1997 ; rééd. Thierry Magnier, 2012
- Nathalie Charles, Mademoiselle zéro faute, Rageot Éditeur, 2003
- Christian Bruel, Liberté Nounours, illustré par Anne Bozellec, éditions Être, 2008 ; rééd. Thierry Magnier, 2013